# Würznerhorn
Würznerhorn je planina na granici Lihtenštajna i Švicarske u lancu Rätikon u istočnim Alpama u blizini grada Balzersa, s visinom od 1,713 metara.